# 菅まどか
菅 まどか（かん まどか、2001年11月19日 - ）は、日本の女性声優。東京都出身。MILLENNIUM PRO所属。

## 経歴
勉学が苦手だった菅は、声を友達から誉められたことがきっかけで声優業を志した。テレビアニメ作品『けものフレンズ』の新ユニットオーディションにて採用され、登場キャラクターのカンザシフウチョウ役で声優デビューを果たした。同オーディションに合格した声優の八木ましろとはユニット・「Gothic×Luck」を組み、舞台「けものフレンズ」2～ゆきふるよるのけものたち～でデビュー、2人で音楽活動を行っている。
学業に専念するため、2022年5月31日をもって芸能活動およびGothic×Luckとしてのユニット活動を終了。

## 人物
趣味・特技は茶道および歌うこととしている。血液型は不明。愛称は「かんちゃん」もしくは「まどかん」としている。

## 出演

### テレビアニメ
- けものフレンズ2（2019年、カンザシフウチョウ[2]）

### ゲーム
- 共闘ことばRPG コトダマン（2019年、カンザシフウチョウ[7]）
- LINE ゴッタマゼイヤー（2019年、精錬なる楯姫ディアナ[8]）

### 舞台
- 舞台「けものフレンズ」2～ゆきふるよるのけものたち～（2018年11月8日 - 18日、品川プリンスホテルクラブeX） - カンザシフウチョウ 役[9]
- 舞台「レジスタンスイレブン」（2020年）[10]

## ディスコグラフィ

### キャラクターソング
| 発売日        | 商品名                                          | 歌                                                                                         | 楽曲                                          | 備考                                              |
| ------------- | ----------------------------------------------- | ------------------------------------------------------------------------------------------ | --------------------------------------------- | ------------------------------------------------- |
| 2019年5月29日 | ようこそジャパリパークへ 〜こんぷりーとべすと〜 | うぃあーふれんず！                                                                         | 「ようこそジャパリパークへ（ただいま ver.）」 | テレビアニメ『けものフレンズ2』エンディングテーマ |
| 2019年6月19日 | フレンズビート！                                | カタカケフウチョウ（八木ましろ）とカンザシフウチョウ（菅まどか）                           | 「なぜなぜ？フォレストの旅」                  | テレビアニメ『けものフレンズ2』関連曲             |
| 2020年12月9日 | MIRACLE DIALIES                                 | オオフウチョウ（朴璐美）、カタカケフウチョウ（八木ましろ）、カンザシフウチョウ（菅まどか） | 「ゴクラク・ワールド」                        | ゲーム『けものフレンズ3』関連曲                   |

### ユニットメンバー
1. ↑  サーバル（尾崎由香）、キュルル（石川由依）、カラカル（小池理子）、かばん（内田彩）、オオセンザンコウ（小野早稀）、オオアルマジロ（本宮佳奈）、アライグマ（小野早稀）、フェネック（本宮佳奈）、PPP［イワトビペンギン（相羽あいな）、フンボルトペンギン（築田行子）、ロイヤルペンギン（佐々木未来）、コウテイペンギン（根本流風）、ジェンツーペンギン（田村響華）］、カタカケフウチョウ（八木ましろ）、カンザシフウチョウ（菅まどか）